# Tomosvaryella resurgens
Tomosvaryella resurgens är en tvåvingeart som beskrevs av De Meyer 1997. Tomosvaryella resurgens ingår i släktet Tomosvaryella och familjen ögonflugor. Inga underarter finns listade i Catalogue of Life.